# Балеарски прашкари
Балеарците са жителите на Балеарските острови, известни в античността като опитни бойци-прашкари, поради което често са търсен и желан съюзник в конфликти (например в похода на Ханибал през Алпите).
Балеарците били особен род войска в армията на Картаген.
Точността и силата на прашката като оръжие в ръцете на опитен прашкар позволявала да убие бик на 150 метра с 2 – 3 изстрела а на разстояние 100 стъпки рядко пропускали права човешка фигура. За проектил освен каменни ядра използвали и оловни такива.
Диодор Сицилийски разказва че носели по три прашки, една на талията друга на главата и трета в ръцете. Обучението започвало в най-ранна детска възраст. Майките им поставяли храна в клоните на дърветата като по този начин ги стимулирали да бъдат максимално точни.